# Hypanthidium maranhense
Hypanthidium maranhense är en biart som beskrevs av Urban 1997. Hypanthidium maranhense ingår i släktet Hypanthidium och familjen buksamlarbin. Inga underarter finns listade i Catalogue of Life.